# Trypoxylon figulus
Trypoxylon figulus är en stekelart som först beskrevs av Carl von Linné 1758.  Trypoxylon figulus ingår i släktet Trypoxylon, och familjen Crabronidae. Enligt den finländska rödlistan är arten nära hotad i Finland. Arten är reproducerande i Sverige. Artens livsmiljö är skogar.